# Бончу-Дига
Бончу-Дига (чечен. Бончу дига
) — покинутый аул в Галанчожском районе Чечни.

## География
Аул Бончу-Дига расположен на восточном склоне Балойлам, к северо-востоку от районного центра Галанчож.
Ближайшие развалины аулов: на юго-западе — аул Гурчу, на северо-востоке — аул Магусты, на северо-западе — аул Кечнюхи.

## История
Аул Бончу-Дига ликвидирован в 1944 году после выселения чеченцев. После восстановления Чечено-Ингушской АССР в 1956 году чеченцам было запрещено селиться в данном районе.
С 2012 года аул Бончу-Дига входит в состав ранее упразднённого Галанчожского района.